# Dryadella crassicaudata
Dryadella crassicaudata är en orkidéart som beskrevs av Carlyle August Luer. Dryadella crassicaudata ingår i släktet Dryadella och familjen orkidéer. Inga underarter finns listade i Catalogue of Life.